# Lütschental
Lütschental je obec v okrese Interlaken-Oberhasli v kantonu Bern ve Švýcarsku. Žije zde  obyvatel.

## Geografie
Lütschental leží mezi Gündlischwandem a Grindelwaldem v pohoří Berner Oberland. Z rozlohy obce 12,9 km² je 30 % využíváno zemědělsky, 37 % tvoří lesy. Vrchol Winteregg, nejvyšší hora obce, leží v nadmořské výšce 2555 metrů. Lütschental leží v údolí vedoucím z Interlakenu do Grindelwaldu. Název Lütschental souvisí s názvem řeky Lütschine, která údolím protéká.

## Historie
Rozptýlená osada se v roce 1238 připomíná jako Liscinthal. V roce 1275 se uvádí jako Lyzental. Ve 13. století získal zboží a práva v Lütschentalu augustiniánský klášter v Interlakenu. V roce 1349 se obyvatelé obce zúčastnili povstání proti klášteru. V roce 1528 připadla vesnice Bernu, kde byla zařazena do panství Interlaken. Obec patří do farnosti Gsteig bei Interlaken.
V roce 1888 se mnoho obyvatel vystěhovalo a vesnici opustilo. Dnes je zde práce v chovu dobytka a vysokohorském zemědělství, v elektrárně železnice Jungfraubahn (elektrárna Lütschental), která byla uvedena do provozu v roce 1908, a v cestovním ruchu. Povodeň na Schwarze Lütschine v srpnu 2005 zdevastovala velkou část obce.

## Obyvatelstvo
| Vývoj počtu obyvatel | Vývoj počtu obyvatel | Vývoj počtu obyvatel | Vývoj počtu obyvatel | Vývoj počtu obyvatel | Vývoj počtu obyvatel | Vývoj počtu obyvatel | Vývoj počtu obyvatel | Vývoj počtu obyvatel | Vývoj počtu obyvatel | Vývoj počtu obyvatel | Vývoj počtu obyvatel | Vývoj počtu obyvatel |
| -------------------- | -------------------- | -------------------- | -------------------- | -------------------- | -------------------- | -------------------- | -------------------- | -------------------- | -------------------- | -------------------- | -------------------- | -------------------- |
| Rok                  | 1764                 | 1850                 | 1880                 | 1900                 | 1930                 | 1950                 | 1980                 | 1990                 | 2000                 | 2010                 | 2019                 | 2023                 |
| Počet obyvatel       | 198                  | 370                  | 455                  | 428                  | 318                  | 267                  | 211                  | 238                  | 253                  | 236                  | 226                  | 226                  |